# Merlin Peak
Merlin Peak är en bergstopp i Antarktis. Den ligger i Västantarktis. Argentina, Chile och Storbritannien gör anspråk på området. Toppen på Merlin Peak är 490 meter över havet. Merlin Peak ingår i Princess Royal Range.
Terrängen runt Merlin Peak är kuperad. Havet är nära Merlin Peak norrut. Trakten är glest befolkad. Närmaste befolkade plats är Rothera Research Station, 15,6 kilometer söder om Merlin Peak. 